# Élie Ducommun
Élie Ducommun (19. února 1833 Ženeva - 7. prosince 1906 Bern) byl švýcarský mírový aktivista a držitel Nobelovy ceny míru (1902, spolu s Charlesem Albertem Gobatem).

## Život
Narodil se v Ženevě, pracoval jako tutor, učitel cizích jazyků, novinář, fotbalista a překladatel pro švýcarské federální kancléřství (1869-1873).
V roce 1867 se podílel na založení Ligue de la paix et de la liberté (Liga pro mír a svobodu), zároveň pracoval od roku 1873 na pozici sekretáře železniční společnosti Jura-Bern-Luzern (od roku 1891 Jura-Simplon). Zde působil do roku 1903. V roce 1891 byl jmenován ředitelem nově vzniklé instituce, Bureau International Permanent de la Paix (Stálý mezinárodní výbor míru), která se stala první nevládní mezinárodní mírovou organizací na světě a sídlila v Bernu. Odmítal přijmout plat za svoji funkci s tím, že chce poskytnout své schopnosti z ryzího idealismu. Díky jeho zaujetí tato skupina dosáhla mnohých úspěchů. V roce 1902 obdržel Nobelovu cenu míru. Post ředitele vykonával až do své smrti v roce 1906.